# Stojka Petrova
Stojka Željazkova Petrova, coniugata Krăsteva (in bulgaro Стойка Желязкова Петрова-Кръстева?; 18 settembre 1985), è una pugile bulgara.

## Palmarès

### Olimpiadi
- 1 medaglia:

(Tokyo 2020 nei pesi mosca)

### Mondiali
- 2 medaglie:
  - 2 argenti (Astana 2016 nei pesi gallo; New Delhi 2018 nei pesi gallo)

### Europei
- 3 medaglie:
  - 2 ori (Bucarest 2014 nei pesi mosca; Sofia 2018 nei pesi gallo)
  - 1 bronzo (Rotterdam 2011 nei pesi mosca)